# Hispanoamérica Doblajes
Hispanoamérica Doblaje, anteriormente conocida como Technoworks Ltda., fue una empresa de doblaje con sede en Santiago de Chile. Fue fundada a mediados de la década de 1990, por Jorge Araneda y estaba
ubicada en la comuna de Las Condes.
A causa de diversas razones, la empresa cierra definitivamente en 2012.

## Clientes
- Televix Entertainment
- Toei Animation
- Cloverway Inc
- Aplaplac

## Trabajos
- Yamazaki, el rey de la clase.
- Kinnikuman, el hombre músculo.
- Marmalade Boy (La familia crece).
- Las aventuras de Orphen.
- La venganza de Orphen.
- Tenchi en Tokio.
- Las aventuras de Tenchi.
- Tenchi Muyo!:Especial de Mihoshi: La Aventura Espacial de la Policía Galáctica Mihoshi.
- Las Aventuras de Tenchi 2.
- Tenchi Muyo!: Esperando a Ryu-Oh.
- El universo de Tenchi (Serie de TV).
- ¡Están arrestados! (Ovas).
- ¡Están arrestados! (Serie de TV).
- ¡Están arrestados!, la película.
- El Show de Garfield (solo los diálogos de Garfield).
- La Escuela del Terror.
- Sliding Doors.
- 31 minutos, la película.